# Erastria curvilinea
Erastria curvilinea là một loài bướm đêm trong họ Geometridae.